# 马里尼莱叙萨日
马里尼莱叙萨日（法語：Marigny-les-Usages，法語發音：[maʁiɲi le.z‿yzaʒ]）是法国卢瓦雷省的一个市镇，位于该省西部，奥尔良市区东北，属于奥尔良区。

## 地理
马里尼莱叙萨日（47°57'26"N, 2°0'59"E）面积9.66 平方千米，位于法国中央-卢瓦尔河谷大区卢瓦雷省，该省份为法国中北部省份，北起埃松省，西北接厄尔-卢瓦省，西南接卢瓦-谢尔省，南至涅夫勒省和谢尔省，东临约讷省，东北接塞纳-马恩省。
与马里尼莱叙萨日接壤的市镇（或旧市镇、城区）包括：勒布雷希安、比奥讷河畔布瓦尼、尚托、卢里、圣让德布赖、瑟穆瓦、韦讷西。

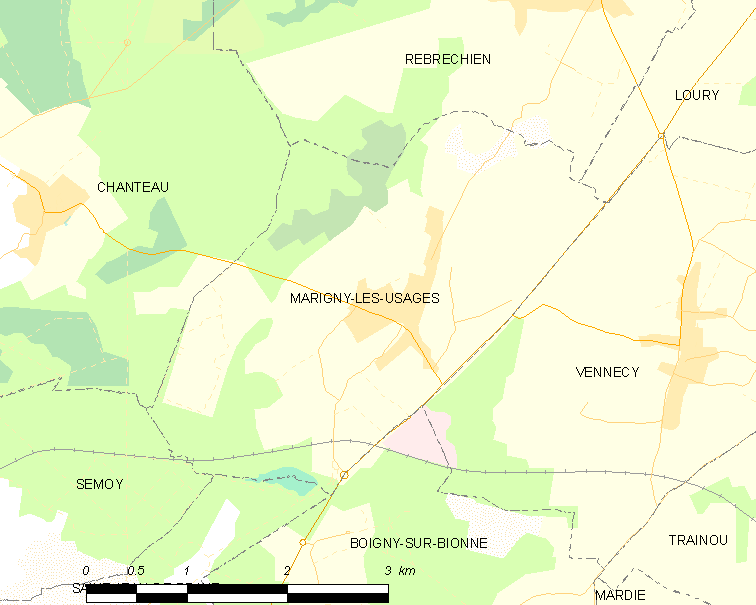
马里尼莱叙萨日的OSM定位图

马里尼莱叙萨日的时区为UTC+01:00、UTC+02:00（夏令时）。

## 行政
马里尼莱叙萨日的邮政编码为45760，INSEE市镇编码为45197。

## 政治
马里尼莱叙萨日所属的省级选区为弗勒里莱索布赖县。

## 人口

1962-2008年间马里尼莱叙萨日人口变化图示

马里尼莱叙萨日于2022年1月1日时的人口数量为1861人。